# Rana banjarana
Rana banjarana là một loài ếch trong họ Ranidae.
Nó được tìm thấy ở Malaysia, Thái Lan, và có thể cả Indonesia.
Các môi trường sống tự nhiên của chúng là các khu rừng ẩm ướt đất thấp nhiệt đới hoặc cận nhiệt đới, các khu rừng vùng núi ẩm nhiệt đới hoặc cận nhiệt đới, và sông. Nó ngày càng hiếm gặp, nhưng theo IUCN chúng chưa phải là loài bị đe dọa.

## Hình ảnh

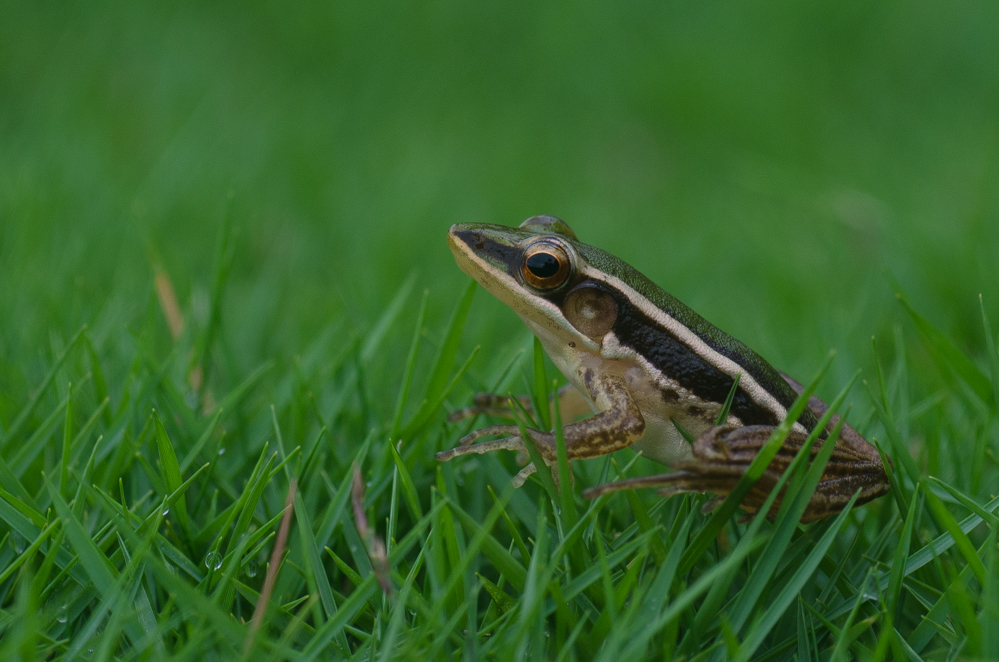